# Zájid bin Sultán Ál Nahján
Zájid bin Sultán Ál Nahján (6. května 1918 – 2. listopadu 2004) byl arabským politikem. V letech 1971–2004 byl prezidentem Spojených arabských emirátů, v letech 1966–2004 byl emírem emirátu Abú Zabí.
Byl prvním prezidentem v historii země. V kontextu oblasti Perského zálivu býval hodnocen jako poměrně liberální vůdce, umožňující s jistými omezeními svobodu tisku, ženská práva či svobodu vyznání. Za to si také vysloužil často kritiku radikálnějších islamistických sil. Byl ovšem propagátorem archaických forem společenského života. Byl považován za jednoho z nejbohatších mužů světa, časopis Forbes hodnotu jeho majetku odhadl na 20 miliard amerických dolarů.